# Antiope (Q160)
Pour les articles homonymes, voir Antiope.
L'Antiope  (Q160) était un sous-marin de la marine nationale française, de la classe Diane (1926). Elle a servi pendant l'entre-deux-guerres et la Seconde Guerre mondiale.